# Elatostema tridens
Elatostema tridens är en nässelväxtart som beskrevs av Perry. Elatostema tridens ingår i släktet Elatostema och familjen nässelväxter. Inga underarter finns listade i Catalogue of Life.